# Chinesische Schaufelradboote

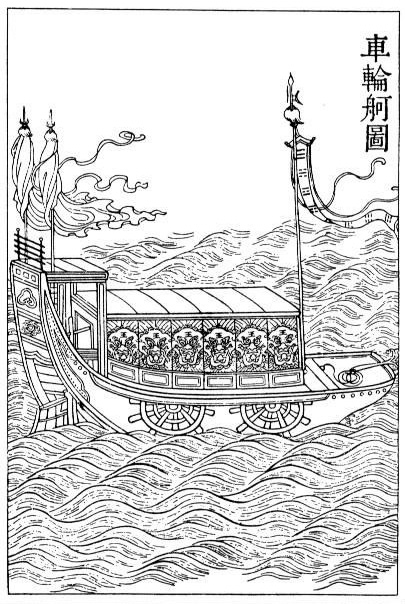
Schiff mit Schaufelradantrieb aus einer Enzyklopädie von 1726

In China baute man schon früh Boote mit Schaufelrädern, die durch Muskelkraft angetrieben wurden. Eine so ausgestattete Flotte kam zur Zeit der Song-Dynastie im 12. Jahrhundert wiederholt gegen Jurchen und Piraten auf dem Jangtsekiang zum Einsatz.

## Schaufelradantrieb
Die Idee des Schaufelradantriebs war nichts spezifisch chinesisches, die anonyme römische Kriegsschrift De Rebus Bellicis aus dem späten 4. Jahrhundert enthielt den Vorschlag eines Kriegsschiffes mit mehreren Schaufelrädern, angetrieben von Ochsen (Kapitel XVII). Nachweislich umgesetzt wurde die Idee erstmals in China, konkret im Jahr 418, als der Admiral Wang Zhen’e gegen die Qiang auf dem Wei-Fluss kämpfte.

## Technische Umsetzung in der Blütezeit
Ihre Blüte erlebten die Schaufelradschiffe zur Zeit der Song-Dynastie im 12. Jahrhundert, als in schneller Folge mehrere Varianten dieser Schiffe entstanden. Der Chefkonstrukteur war nach 1130 ein gewisser Gao Xuan (Kao Hsüan), ehemaliger „Erster Zimmermann der Marineschutzflotte am Gelben Fluss und des Baipo-Transportbüros des Direktorats für Wasserstraßen“, der schließlich in die Hände von Rebellen bzw. Piraten fiel und auch für sie Schiffe konstruieren musste.
Gemeinsam waren allen Schiffen außenbords angebrachte Schaufelräder, die von Menschenkraft durch Treträder im Inneren des Schiffsrumpfes bedient wurden. Die Männer standen vor und hinter den Tretpedalen, so dass man vorwärts und zurück fahren konnte. Die Anzahl der Schaufelräder variierte: Bei einer 23-Räder-Variante um 1135 waren es 11 Räder rechts, 11 Räder links und eins hinten vor dem Ruder. Zumindest die hinteren Schaufelräder waren dabei durch vorspringende Planken vor Zerstörung bei Kollision geschützt. Ein solches Schiff hatte mehrere Decks und 200 bis 300 Mann Besatzung, eine Länge von bis zu 110 Meter und einen Mast für ein Segel.
Wang Yen Hui brachte damals eine Variante mit vier Schaufelrädern und acht Blatt pro Rad heraus, bedient von vier Mann pro Rad.
Da die Schaufelradschiffe für den militärischen Einsatz auf dem Yangtsekiang gedacht waren, verfügten sie auch über mittschiffs und am Bug angebrachte Katapulte, über Gas- und Explosivbomben, Greifeisen für Felsbrocken (die man anhob und aufs gegnerische Schiff fallen ließ) und über Rammsporne.

## Einsatz in der Blütezeit
Zum Einsatz kamen die Schiffe, als die Chinesen dem Jin-Feldherren Wuzhu 1130 nach dessen Erfolgen in Südchina den Rückweg über den Yangtsekiang verlegten. Der Sieg sicherte den Fortbestand der südlichen Song-Dynastie. Ebenso wurden sie 1161 eingesetzt, als der Jin-Kaiser Tikunai (Wanyan Liang) persönlich den Übergang über den Yangtsekiang erkämpfen wollte. Er scheiterte und wurde von seinen Soldaten getötet. Gegen die ebenfalls mit Schaufelradbooten ausgerüstete Piratenflotte des Yang Yao und Yang Qin kämpfte der Volksheld Yue Fei mit einer List: Er lockte die Piraten in eine Bucht und setzte Treibholz ein, das die Schaufelräder blockierte und das Entern der manövrierunfähigen Schiffe erlaubte.
Zuletzt wurden sie im Ersten Opiumkrieg 1841 gegen die Briten eingesetzt, die sie für eilige Nachbauten ihrer eigenen Raddampfer hielten.